# Mont Forel
Mont Forel er et bjerg i det sydøstlige Grønland. Bjergets højeste punkt er på 3 391 moh., hvilket gør det til det højeste uden for Watkins Range, hvor bl.a. Gunnbjørns fjeld ligger. Mont Forel er beliggende umiddelbart nord for Polarcirklen, nord for Ammassalik Ø i Sermersooq kommune. 